# Augustus R. Endrés
Augustus R. Endrés ( 1838 - 1874 ) fue un botánico francés, y orquideólogo . Especialmente en Costa Rica descubrió, describió, e ilustró muchas especies de orquídeas, la mayoría de los cuales se mantuvieron no descritas durante su vida. Uno de los aspectos destacados de las colecciones hechas por Endrés, en la era postcolonial de Costa Rica, del siglo XIX fue su impresionante conocimiento del país, en términos de geografía, y en varios casos se extendió más allá de los límites de los territorios ya explorados.
En 1866, se ciudadanizó estadounidense.

## Honores

### Epónimos
- (Asteraceae) Centaurea endresii Hochst. & Steud. ex Steud.[2]

- (Dryopteridaceae) Aspidium endresii (Baker) C.Chr.[3]

- (Ericaceae) Cavendishia endresii Hemsl.[4]

- (Ericaceae) Chupalon endresii Kuntze[5]

- (Fagaceae) Quercus endresii Trel.[6]

- (Lauraceae) Ocotea endresiana Mez[7]

- (Lentibulariaceae) Utricularia endresii Rchb.f.[8]

- (Orchidaceae) Habenaria endresiana Schltr.[9]

- (Orchidaceae) Anathallis endresii (Luer) Pridgeon & M.W.Chase[10]

- (Orchidaceae) Chondroscaphe endresii (Schltr.) Dressler[11]

- (Orchidaceae) Epidendrum endresii Rchb.f.[12]

- (Orchidaceae) Kefersteinia endresii Pupulin[13]

- (Orchidaceae) Lepanthes endresii Luer[14]

- (Orchidaceae) Mesospinidium endresii (Kraenzl.) Garay ex H.R.Sweet[15]

- (Orchidaceae) Miltonia endresii G.Nicholson[16]

- (Orchidaceae) Oerstedella endresii (Rchb.f.) Hágsater[17]

- (Orchidaceae) Telipogon endresianus Kraenzl.[18]

- (Orchidaceae) Trichopilia endresiana Dressler & Pupulin[19]

- (Orchidaceae) Zootrophion endresianum (Kraenzl.) Luer[20]

- (Solanaceae) Cestrum endresii Francey[21]

- (Vitaceae) Cissus endresii Hort.[22]